# MVP Ben5
MVP Ben5는 대한민국의 리그 오브 레전드 최초의 여성 프로게임단이다. 아프리카TV lol 레이디스배틀 윈터 2013-2014, 온게임넷 lol 레이디스리그 2013-2014 2014의 여성부 대회 출전을 위하여 MVP의 감독인 임현석이 MVP PURE와 MVP Ben5 두 팀을 창단하였다.
창단 직후 2014년3월 7일에 개최된 아프리카TV lol 레이디스배틀 윈터 2013-2014의 4강에 진출했으며, 일부 선수는 MVP PURE 선수들과 함께 온게임넷 lol 레이디스리그 2013-2014에 출전했으나 여성 페이커 데빌령이 속해있는 Grace에 패해 4강에 그쳤다.
MVP Ben5는 탑에 이지율, 정글에 윤가은, 미드에 이재윤, 원딜에 정나래, 서폿에 강지나이다.

## 경기 영상
- 아프리카TV lol 레이디스배틀 윈터 2013-2014 4강,8강